# Sojuz TM-20
Sojuz TM-20 (ryska: Союз ТM-20) var en flygning i det ryska rymdprogrammet. Flygningen gick till rymdstationen Mir. Farkosten sköts upp med en Sojuz-U2-raket, från Kosmodromen i Bajkonur den 3 oktober 1994. Den dockade med rymdstationen den 6 oktober 1994. Den 11 januari 1995 testades farkostens dockningssystem. Farkosten lämnade rymdstationen den 22 mars 1995. Några timmar senare återinträdde den i jordens atmosfär och landade i Kazakstan.